# 중돌격전차 A39 토터스
중돌격전차 A39 토터스(Tank, Heavy Assault, Tortoise (A39))는 제2차 세계 대전 기간에 영국의 중 돌격포로 디자인 되고 개발되었다. 하지만 생산에 들어가지는 않았다. 이 전차는 대전차 장애물이 설치되어 있어도 크게 문제가 되지 않고 지나갈수 있도록 개발되었다. 그 결과 장갑의 무게 때문에 탱크의 기동성은 희생되었다.

## 같이 보기
- 초중전차
- ISU-152
- SU-100Y